# Reinheitsgebot
A Reinheitsgebot (português: Lei da Pureza da Cerveja) foi uma lei promulgada pelo duque Guilherme IV da Baviera, em 23 de abril de 1516. A lei da pureza da cerveja instituiu que a cerveja deveria ser fabricada apenas com os seguintes ingredientes: água, malte de cevada e lúpulo. A levedura de cerveja não era conhecida à época.
Ele constitui um dos mais antigos decretos alimentares da Europa.

## História
Foi em 1906 que o Reinheitsgebot se estendeu a toda a Alemanha, apesar das críticas da indústria da cerveja.
Após a Segunda Guerra Mundial, o decreto foi modificado e incorporado à regulamentação federal para a taxação da cerveja (Biersteuergesetz).
- nas cervejas de baixa fermentação foram autorizados o malte de cevada, o lúpulo e a água.
- nas cervejas de fermentação elevada foram autorizados, além disso, os maltes de outros cereais bem como um número limitado de açúcares e corantes.

Por último, maior liberdade foi deixada às cervejas destinadas à exportação.
Hoje, devido à regulamentação europeia, outros ingredientes são autorizados nas cervejas alemãs, mas a maioria dos cervejeiros alemães continua a seguir as prescrições do Reinheitsgebot, consideradas garantia de qualidade. Isto acontece principalmente nas marcas vendidas em território alemão.